# Couleuvre diadème
Lytorhynchus diadema
Espèce
Synonymes
- Heterodon diadema Duméril, Bibron & Duméril, 1854
- Lytorhynchus gaddi Nikolsky, 1907

Statut de conservation UICN

 LC  : Préoccupation mineure
La Couleuvre diadème, Lytorhynchus diadema, est une espèce de serpent de la famille des Colubridae.

## Répartition
Cette espèce se rencontre en Algérie, en Arabie saoudite, en Égypte, en Irak, dans le sud-ouest de l'Iran, en Israël, en Jordanie, au Koweït, en Libye, au Maroc, en Mauritanie, au Niger, à Oman, au Sahara occidental, en Syrie et en Tunisie.

## Description
Dans leur description les auteurs indiquent que le spécimen en leur possession mesure 38 cm dont 5 cm pour la queue. Sa tête est peu distincte du tronc. Ses yeux sont petits et presque verticaux. Sa queue est très petite et conique ; sa forme rappelle celle des queues de scinques. Les écailles sont lisses et peu allongées.

## Liste des sous-espèces
Selon The Reptile Database (17 février 2014) :
- Lytorhynchus diadema diadema (Duméril, Bibron & Duméril, 1854)
- Lytorhynchus diadema gaddi Nikolsky, 1907 - Arabie Saoudite, Irak, Sud-Ouest de l'Iran
- Lytorhynchus diadema arabicus Haas, 1952
- Lytorhynchus diadema mesopotamicus Haas, 1952

Le statut des deux dernières sous-espèces, décrites par Haas en 1952, est incertain.

## Publications originales
- Duméril, Bibron & Duméril, 1854 : Erpétologie Générale ou Histoire Naturelle Complète des Reptiles. vol. 7, p. 1-780 (texte intégral).
- Haas, 1952 : Two collections of reptiles from Iraq, with descriptions of two new forms. Copeia, vol. 1952, no 1, p. 20—22.
- Nikolsky, 1907 "1905" : Reptiles et amphibiens recueillis (part.) M. N. A. Zarudny en Perse en 1903-1904 [in Russian]. Annuaire du Musée Zoologique de l’Académie Impériale des Sciences de St. Petersbourg, vol. 10, p. 260-301.